# Eugen Studach
Eugen Studach (* 18. November 1907; † 15. Mai 1995 in Küsnacht) war ein Schweizer Ruderer.

## Werdegang
Er gewann 1932 seinen ersten Schweizer Meistertitel im Einer. Bei den Ruder-Europameisterschaften 1933 und 1935 belegte Studach im Einer jeweils den zweiten Platz hinter dem Polen Roger Verey. Für die Olympischen Spiele 1936 konnte sich Studach nicht im Einer qualifizieren. Stattdessen startete er im Doppelzweier zusammen mit Kurt Haas, schied aber im Halbfinal aus. Seinen grössten Erfolg erreichte Studach 1937, als er im Einer Europameister vor Josef Hasenöhrl und Roger Verey wurde. 
Eugen Studach ruderte für den Grasshopper Club Zürich, seine Dauerrivalität zu Ernst Rufli vom Ruderclub Zürich prägte das Schweizer Einer-Rudern der 1930er Jahre. So konnte Studach seinen Titel 1938 nicht verteidigen, da sich Rufli qualifizierte. Ab 1939 wurden bis 1947 keine Europameisterschaften ausgetragen.
Sein Sohn Martin Studach war in den 1960er Jahren ein erfolgreicher Ruderer.